# 韓国の時代劇
韓国の時代劇は朝鮮半島の歴史を題材にした時代劇について記述する。韓国では「史劇（サグク、ハングル：사극）と呼ばれる。

## 解説
韓国における時代劇の制作、放送は1962年、本格的にテレビ放送開始され、キム・ジェヒョン（金在衡）監督の『国土万里』から始まり、主に朝鮮王朝（李氏朝鮮）時代を舞台にしたのが多かったが、近年は古朝鮮や三国時代（高句麗、百済、新羅）、高麗王朝、近現代を舞台にした作品も多くなった。日本の時代劇は、狭義では江戸時代以前を舞台とした作品を指し、明治時代以降から近代までを舞台とした作品は歴史劇という現代劇のサブジャンルとして区別されているのに対し、韓国の時代劇は概ね歴史劇に該当する作品であっても時代劇として括られている。
- 古代～李氏朝鮮時代における韓国史を扱った歴史書は『三国史記』『三国遺事』『高麗史』『朝鮮王朝実録』以外ほとんど残っていないこともあり、その時代を舞台にした作品は各種設定や人物等、製作時期が新しくなるに連れて非現実的なものや、史実には存在しない物語や美術といった派手できらびやかなものが数多くなっている。このような一部の時代劇は『フュージョン時代劇』と呼ばれている
- 時代劇専門の放送枠を現代劇とは別に持つ日本と異なり、韓国ではテレビドラマの放送枠に現代劇に混じって編成されるのが一般的である[2]。時代劇専門の放送枠は韓国では例外で、韓国放送公社の「KBS大河ドラマ」のみであり、「NHK大河ドラマ」の韓国版となっていることから、実在の人物を題材としたものが主体である。「CNTV」といった日帝時代以前（大韓民国成立以後は扱っていない）を舞台とした時代劇専門の衛星放送・ケーブルテレビチャンネルも存在し、「時代劇専門チャンネル」の韓国版にあたる。

## 作品一覧
時代劇の各作品を舞台となった時代、放送時期別に一覧する。

### 先史時代（神話）
- 太王四神記（第1話、檀君神話を元に作成）2007年、MBC
- アスダル年代記　2019年、tvN
- 還魂　2022年、tvN

### 古朝鮮
- 朱蒙　2006年-2007年、MBC
- 風の国　2008年-2009年、KBS
- 幻の王女チャミョンゴ　2009年、SBS
- 鉄の王 キム・スロ　2010年、MBC

### 三国時代
- 三国記 -三国時代の英雄-　1992年、KBS
- 千年の愛　2003年、SBS
- 薯童謠　2005年-2006年、SBS
- 淵蓋蘇文　2006年-2007年、SBS
- 太王四神記（第2話以後～）
- 善徳女王　2009年、MBC
- 百済の王 クンチョゴワン　2010年-2011年、KBS
- 広開土太王　2011年-2012年、KBS
- 階伯　2011年、MBC
- 大王の夢　2012年-2013年、KBS
- 剣と花　2013年、KBS
- 帝王の娘 スベクヒャン　2013年-2014年、MBC
- 花郎　2016年-2017年、KBS
- 王女ピョンガン 月が浮かぶ川　2021年、KBS
- 于氏王后　2024年、tvN

### 統一新羅、渤海
- 海神　2004年-2005年、KBS
- 大祚榮　2006年-2007年、KBS

### 高麗王朝時代
- 開国　1983年、KBS
- 太祖王建　2000年-2002年、KBS
- 光宗大王 〜帝国の朝〜　2002年、KBS
- 武人時代　2003年-2004年、KBS
- 千年の夢　2003年、KBS
- 辛ドン 高麗中興の功臣　2005年-2006年、MBC
- 直指　2005年、MBC
- 飛天舞　2008年、SBS
- 千秋太后　2009年、KBS
- 武神　2012年、MBC
- シンイ-信義-　2012年、SBS
- 大風水　2012年-2013年、SBS
- 奇皇后 〜ふたつの愛 涙の誓い〜　2013年-2014年、MBC
- 輝くか、狂うか　2015年、MBC
- 麗〜花萌ゆる8人の皇子たち〜　2016年、SBS
- トッケビ〜君がくれた愛しい日々〜　2016年、tvN
- 王は愛する　2017年、MBC
- 高麗契丹戦争 2023年、KBS

### 朝鮮王朝（李氏朝鮮）時代（大韓帝国も含む）
- 朝鮮王朝500年　1983年-1990年、MBC
- 太陽を抱く月　2012年、MBC
- 夜警日誌　2014年、MBC
- 夜を歩く士　2015年、MBC
- 猟奇的な彼女　2017年、SBS
- 仮面の王 イ・ソン　2017年、MBC
- 不滅の恋人　2018年、TV朝鮮
- 100日の郎君様　2018年、tvN
- 新米史官ク・ヘリョン　2019年、MBC
- 王になった男　2019年、tvN
- コッパダン 〜恋する仲人〜　2019年、JTBC
- カンテク〜運命の愛〜　2019年-2020年、TV朝鮮
- キングダム　2019年-、Netflix
- 恋慕　2021年、KBS
- 御史とジョイ　2021年、tvN
- 花が咲けば、月を想い　2021年-2022年、KBS
- 最愛の敵〜王たる宿命〜　2022年、KBS
- 朝鮮精神科医ユ・セプン　2022年、tvN
- シュルプ　2022年、tvN
- 禁婚令、朝鮮婚姻禁止令　2022年-2023年、MBC
- 青春越壁　2023年、tvN
- コッソンビ熱愛史　2023年、SBS
- 朝鮮弁護士　2023年、MBC
- 婚礼大捷  2023年、KBS
- 夜に咲く花 2024年、MBC
- 魅惑の人 2024年、tvN
- 暴君のシェフ 2025年、tvN

#### 初期
- 太宗大王 －朝鮮王朝の礎－　1983年、MBC
- 龍の涙　1996年-1998年、KBS
- 大王世宗　2008年、KBS
- 根の深い木　2011年、SBS
- 鄭道伝　2014年、KBS
- イニョプの道　2014年-2015年、JTBC
- 六龍が飛ぶ　2015年-2016年、SBS
- チャン・ヨンシル 〜朝鮮伝説の科学者〜　2016年、KBS
- 私の国　2019年、JTBC
- 朝鮮駆魔師　2021年、SBS（2話で時代考証問題等で放送打ち切り）
- 太宗イ・バンウォン　2021年-2022年、KBS
- 元敬〜欲望の王妃〜 2025年、TVN

#### 前期
- 破天舞　1991年、KBS
- 韓明澮 〜朝鮮王朝を導いた天才策士〜　1994年、KBS
- 王妃チャン・ノクス -宮廷の陰謀-　1995年、KBS
- 王朝の暁 〜趙光祖伝〜　1996年、KBS
- 林巨正 －快刀イム・コッチョン－　1996年-1997年、SBS
- 洪吉童　1998年、SBS
- 王と妃　1998年-2000年、KBS
- 女人天下　2001年-2002年、SBS
- 宮廷女官チャングムの誓い　2003年-2004年、MBC
- ファン・ジニ　2006年、KBS
- 王と私　2007年、SBS
- 死六臣　2007年、KBS
- 王女の男　2011年、KBS
- インス大妃　2011年-2012年、JTBC
- オクニョ 運命の女　2016年、MBC
- 魔女宝鑑 〜ホジュン、若き日の恋〜　2016年、JTBC
- 師任堂、色の日記　2017年、SBS
- 七日の王妃　2017年、KBS
- 逆賊-民の英雄ホン・ギルドン-　2017年、MBC
- 医心伝心〜脈あり!恋あり?〜 2017年、TVN
- 朝鮮生存記　2019年、TV朝鮮
- ホンチョンギ　2021年、SBS

#### 中期
- 大命　1981年、KBS
- 東医宝鑑 〜ホジュン 真実の生涯〜　1991年、MBC
- 一枝梅（チャン・ドンゴン版）1993年、MBC
- 宮廷女官キム尚宮　1995年、KBS
- 妖婦 張禧嬪　1995年、SBS
- ホジュン 宮廷医官への道　1999年-2000年、MBC
- ホ・ギュン 朝鮮王朝を揺るがした男　2000年-2001年、KBS
- 張禧嬪［チャン・ヒビン］　2002年-2003年、KBS
- チェオクの剣　2003年、MBC
- 王の女　2003年-2004年、SBS
- 不滅の李舜臣 2004年-2005年、KBS
- 快刀 ホン・ギルドン　2008年、KBS
- 三銃士　2014年、tvN
- 必殺! 最強チル　2008年、KBS
- イルジメ〜一枝梅（イ・ジュンギ版）　2008年、SBS
- 美賊イルジメ伝　2009年、MBC
- タムナ 〜Love the Island〜　2009年、MBC
- 推奴　2010年、KBS
- 名家　2010年、KBS
- トンイ　2010年、MBC
- 馬医　2012年-2013年、MBC
- ホジュン〜伝説の心医〜　2013年、MBC
- 花たちの戦い -宮廷残酷史-　2013年、JTBC
- チャン・オクチョン 愛に生きる　2013年、SBS
- 九家の書　2013年、MBC
- 火の女神ジョンイ　2013年、MBC
- 王の顔　2014年-2015年、KBS
- 軍師リュ・ソンリョン〜懲毖録＜ジンビロク＞　2015年、KBS
- 華政　2015年、MBC
- テバク〜運命の瞬間〜　2016年、SBS
- ヘチ 王座への道　2019年、SBS
- ノクドゥ伝　2019年、KBS
- 暗行御史：朝鮮秘密捜査団　2020年-2021年、KBS
- ポッサム〜愛と運命を盗んだ男〜　2021年、MBN
- 恋人 2023年、MBC

#### 後期
- 王道 －ワンド－　1991年、KBS
- 大王の道　1998年、MBC
- 御史出頭！〜暗行御史パク･ムンスの事件〜　1999年、KBS
- 牧民心書 〜実学者チョン・ヤギョンの生涯〜　2000年、KBS
- 洪國榮 －ホン・グギョン－　2001年、MBC
- 商道　2001年-2002年、MBC
- 大望　2002年、SBS
- 暗行御史－パク・ムンス 2002年-2003年、MBC
- 漢城別曲　2007年、KBS
- イ・サン　2007年-2008年、MBC
- 正祖暗殺ミステリー8日　2007年、CGV
- 風の絵師　2008年、SBS
- チョン・ヤギョン〜李氏朝鮮王朝の事件簿〜　2009年-2010年、OCN
- 美しき伝説の商人〜キム・マンドク〜　2010年-2011年、KBS
- トキメキ☆成均館スキャンダル　2010年、KBS
- ペク・ドンス　2011年、SBS
- 秘密の扉　2014年、SBS
- 雲が描いた月明り　2016年、KBS
- 赤い袖先　2021年、MBC

#### 末期
- 風雲　1982年、KBS
- 独立門　1984年、KBS
- ノダジ　1985年、KBS
- 王朝の歳月　1989年、KBS
- 風と雲と雨 （1989年版）1989年、KBS
- 燦燦たる黎明　1995年-1996年、KBS
- 明成皇后　2001年-2002年、KBS
- 太陽人 イ・ジェマ  韓国医学の父　2002年、KBS
- カクテギ　2004年、KBS
- 新・別巡検　2007年、MBCドラマネット
- シークレット・ルーム　2007年-2008年、OCN
- 東方の光　2010年、SBS
- 済衆院　2010年、SBS
- チャクペ〜相棒〜　2011年、MBC
- 客主～商売の神～　2015年-2016年、KBS
- ミスター・サンシャイン　2018年、tvN
- 緑豆の花　2019年、SBS
- 風と雲と雨（2020年版）2020年、TV朝鮮
- 哲仁王后〜俺がクイーン!?　2020年-2021年、tvN

### 日本統治時代
- 糞禮記　1992年、SBS
- 黄金時代　2000年、MBS
- 野人時代　2002年-2003年、SBS
- 英雄時代　2004年-2005年、MBS
- 名家の娘ソヒ（土地）　2004年-2005年、SBS
- 京城スキャンダル　2007年、KBS
- 砂漠の泉　2003年、MBC
- シークレット・ルーム2　2008年、OCN
- カクシタル　2012年、KBS
- 死の賛美　2018年、SBS
- 異夢　2019年、MBC
- 京城クリーチャー　2023年、Netflix

### 連合軍軍政時代、大韓民国建国以後
- 黎明の瞳　1991年、MBC
- 金九　1995年、KBS
- 第3共和国　1993年、MBC
- 第4共和国　1995年-1996年、MBC
- 初恋　1996年、KBS
- クッキ 〜菊熙〜　1999年、MBC
- ワンチョ　1999年、MBC
- 人生画報　2002年-2003年、KBS
- 第5共和国　2005年、MBC
- ファッション70's　2005年、SBS
- ソウル1945　2006年、KBS
- ギョンスク、ギョンスクの父　2009年、KBS
- ジャイアント　2010年、SBS
- 製パン王 キム・タック　2010年、KBS
- ボクヒ姉さん　2011年、KBS
- 光と影　2011年-2012年、MBC
- 私の心は花の雨　2016年、KBS
- あの空に太陽が　2016年-2017年、KBS
- 恋するダルスン 〜幸せの靴音〜　2017年-2018年、KBS
- 波よ 波よ 〜愛を奏でるハーモニー〜　2018年、KBS
- 五月の青春　2021年、KBS
- ジョンニョン: スター誕生　2024年、tvN
- おつかれさま　2025年、Netflix

## 時代考証
韓国の経済発展が進むに従って、作中での人々の衣装が史実と関わりなく派手になっていく傾向がある。
- 考証上、現代の韓国人には解りにくい朝鮮語の単語が出てくるため、多くの作品でそのような言葉が使われる場面に合わせて意味の解説テロップが左下に小さく記されている。
- 例としては同じイ・ビョンフン監督作品で1980年代の『朝鮮王朝500年』（第6部『暴君 光海君』、第7部『傀儡王 仁祖』など）では白衣民族と称されたように平民や下層民は白衣一色であるが、同時代を扱った2010年代の『馬医』では身分を問わず原色の極彩色となっている。
- 李氏朝鮮兵の定番の装束である帽子（戦笠）と三又槍（鐺鈀）は、14世紀李朝初期の設定作品からよく見られる。ただし、実際の軍装への採用は、戦笠は1619年のサルフの戦い前後、鐺鈀は1592年の朝鮮出兵以降である。19世紀李朝末期の装束を、そのまま全時代の参考にしたため言われる。
- 宮脇淳子は、韓国の時代劇について、「韓半島の歴史は日本の世界史教科書ではほとんど取り上げられることはありません。お隣りの国なのに、歴史も文化も日本人にあまりにも知られていなかったので、少しくらいウソが入っていても普通の日本人の目が向くのは悪くないと思ったのです[3]」「『朱蒙』がつくられるまでは、韓流歴史ドラマにおいてほとんど戦争モノはありませんでした。『朱蒙』をきっかけに『俺たちも強かったんだぞ』と言いたくなったのでしょうが、基本的に朝鮮の軍隊は負けてばかりですから、必然的にウソになっていきます。新羅にしても、史実では高句麗に攻められ、倭に攻められ、ほとんどそのたびに白旗を上げていますから、ドラマで描かれるほど精強な軍隊ではありません。後に高麗がモンゴルに攻められた時も、王様と軍隊は民を見捨ててスタコラサッサと江華島に逃げ込んだし、豊臣秀吉の文禄・慶長の役の時の李氏朝鮮軍にしても、明軍が出てくるまでは連戦連敗でした。明らかになっている史実では、朝鮮半島にあった国はほとんど負け戦だから、せめて誰も証明できない古代で『ホントは昔は強かった』という夢を見たいのでしょう。できればそっとしてあげたいところですが、最近の際限ない妄想を見ると、ひと言、言わずにはいられないわけです[4]」と評している。